# Праце-Дуже
Праце-Дуже (пол. Prace Duże) — село в Польщі, у гміні Тарчин Пясечинського повіту Мазовецького воєводства.
Населення — 491 особа (2011).
У 1975-1998 роках село належало до Варшавського воєводства.

## Демографія
Демографічна структура станом на 31 березня 2011 року:
|          | Загалом | Допрацездатний вік | Працездатний вік | Постпрацездатний вік |
| -------- | ------- | ------------------ | ---------------- | -------------------- |
| Чоловіки | 226     | 51                 | 154              | 21                   |
| Жінки    | 265     | 53                 | 159              | 53                   |
| Разом    | 491     | 104                | 313              | 74                   |